# Phidippus whitmani
Phidippus whitmani là một loài nhện trong họ Salticidae.
Loài này thuộc chi Phidippus. Phidippus whitmani được Elizabeth Maria Gifford Peckham & George William Peckham miêu tả năm 1909.